# اریکا ویب
اریکا ویب (به انگلیسی: Erica Wiebe؛ متولد ۱۳ ژوئن ۱۹۸۹) کشتی‌گیر آزادکار اهل کانادا است. وی سابقه حضور در المپیک ۲۰۱۶ ریو و المپیک ۲۰۲۰ توکیو را دارد.
از افتخارات وی می‌توان به کسب مدال طلا وزن ۷۵ کیلوگرم در بازی‌های المپیک تابستانی ۲۰۱۶ و مدال برنز وزن ۷۶ کیلوگرم در مسابقات قهرمانی کشتی جهان ۲۰۱۸ اشاره کرد. وی سابقه حضور در المپیک ۲۰۲۰ توکیو را دارد.